# Чёрный Кшиштоф
Чёрный Кшиштоф (пол. Czarny Krzysztof) — польский раубриттер (рыцарь-разбойник), по преданию, живший в конце XV — начале XVI веков в Легницком княжестве (Силезия) и ставший героем польских легенд.

## Жизнеописание
Наиболее распространённая и достоверная версия гласит следующее. Чёрный Кшиштоф родился во второй половине XV века в семье из знатного, но обедневшего рыцарского рода фон Райзевиц (нем. von Reisewitz). Некоторые историки полагают, что Кшиштоф происходил из рода фон Цедлиц (нем. von Zedlitz) либо же был особой, приближённой к этому роду и пользовавшейся его покровительством. Кшиштоф получил своё прозвище благодаря длинным чёрным волосам и бороде. В 1490-х годах он стал наместником в замке Гриф во Львувецком повяте, правителем которого был Ульрик Готше Шофф (пол. Ulryk Gotsche Schoff), присутствовавший при коронации Владислава II Ягеллона как короля Венгрии. За время отсутствия Шоффа Кшиштоф занялся откровенным грабежом. В городах и деревнях, которые были на землях замка Гриф, Кшиштоф ввёл дополнительные налоги: так, Грыфув-Слёнский платил ему 120 золотых талеров, Мирск — 80. Наполнив быстро свой кошелёк, Кшиштоф даже создал отряд вооружённых телохранителей, которые и занялись грабежом на дорогах.
Кшиштоф грабил купеческие караваны изощрённым образом: сначала он вынуждал купцов платить пошлину за все провозимые ими товары, узнавал содержимое их каравана и отправлял своих людей в погоню за купцами, которые подкарауливали караван и нападали на него, забирая всё ценное и убивая всех, кто подворачивался под руку бандитам. Однажды банда Кшиштофа фон Райзевица напала на город Любомеж и разграбила бенедиктинский монастырь: разбойники, забрав всё ценное, бросили в темницу священника и изнасиловали всех монахинь. О Кшиштофе прокатилась дурная слава, особенно в княжестве Свидницко-Яворском. Опасаясь за свою судьбу, Кшиштоф сбежал из замка и скрылся в Верхней Лужице (предположительно в Санкт-Вольфгангсберге около Нидау), но и там не прекратил свои дела. Одним из его сподвижников стал рыцарь Вавжинец фон Штевиц (пол. Wawrzyniec von Stewitz), которому Кшиштоф очень доверял. Летописи упоминают в июле 1509 года допрос одного из людей бандита Генрика Крагена, который описывал внешность человека, похожего на Чёрного Кшиштофа, что не исключает возможности и сговора банд Кшиштофа и Крагена.
Банда Кшиштофа объявлялась в Лужице, в Стлежине, Зембице, Цешине и других силезских городах (чаще в пределах Легницкого и Свидницко-Яворского княжеств), а масштабы его набегов сравнивались с походами гуситов. Кшиштоф отправлял многим польским феодалам письма с угрозами, нападая на купцов и путешественников из разных городов: Нюрнберг, Шлёнск, Ниса, Намыслов, Любань и т.д. Своим главным схроном Чёрный Кшиштоф выбрал деревянный дом в деревне Ольшаница (Альценау) на территории княжества Легницкого, на самой границе с княжеством Свиндицко-Яворским. Деревня принадлежала роду фон Цедлиц. Особый размах злодеяния Чёрного Кшиштофа приобрели с 1500 по 1512 годы. Летопись гласила о серии ограблений в Хойнеце: в 1506 году в понедельник во время Великого Поста бандиты напали на львовецких горожан, ехавших с ярмарки во Вроцлаве. Согласно летописи, 18 рыцарей отобрали 1400 гульденов, убив трёх горожан — Георгена фон Цедлица из Брунова, градоначальника Львовка-Слёнского Чёртнера и львовецкого горожанина Томаша Хомса (последний был смертельно ранен, но успел добраться до Львовка). В том же году по возвращении с церковной службы, проведённой епископом Вроцлавским Яном Турзо, группа горожан опять стала жертвой банды Чёрного Кшиштофа: те отобрали 2200 гульденов, привязав раненых горожан к лошадям, дотащив до самого Львовка-Слёнского и бросив их там умирать:
Это был не единственный случай жестокой расправы Кшиштофа с теми, кто вставал на его пути: многих он убивал на месте или отрубал им кисти рук (в основном этими несчастными становились торговцы). В 1509 году недалеко от Болеславца он искалечил молодую женщину и убил на её глазах гулявшего с ней мужчину. Сохранял жизнь он только тем, кто соглашался помочь делу Кшиштофа. Не брезговал он и похищениями людей, требуя за них большой выкуп. Летописцы сообщали, что Кшиштоф даже врывался в большие города и нападал на своих же людей, которых схватили горожане и готовились повесить: своевременная смерть бандита от руки своего же главаря считалась спасением от унизительного повешения. Летописец Бартломей Штейн высказывал сожаление от того, что львовецкие купцы и горожане, которых постоянно грабят, всё время ходят без защиты.
Во Вроцлаве объявили награду в 500 гульденов за схваченного Чёрного Кшиштофа живым и 250 гульденов за его голову. Однако поймать Кшиштофа не удавалось: историки предполагают, что бандит пользовался поддержкой благородных семейств фон Редер, фон Нимпч, фон Чирн и фон Райбниц, а также безнаказанно действовал с молчаливого согласия князя легницкого Фредерика II и князя зембицкого Кароля, который якобы получал свою долю от награбленного. Летописец Тебесиус писал, что 10 ноября 1506 года Кшиштоф похитил летописца Греогра Моренбергера из Вроцлава и нескольких знатных людей, требуя выкуп за их жизни. Князь Карл фон Мюнстенберг отправился с оружием на выручку и схватил Кшиштофа 19 декабря, но вынужден был его отпустить 7 января 1507 года. Это был один из редких моментов, когда Чёрный Кшиштоф был близок к тому, чтобы попасться с поличным.
И только 25 сентября 1512 года удача от бандита отвернулась: в тот день польские войска взяли штурмом его особняк. Поводом для похода послужил поджог дома старосты Ежи Кунта, который постоянно твердил о неуловимом грабителе, похищении его дочери и расправе с её женихом, которого прибили к воротам дома и оставили умирать. Горожане напали на пьянствовавших грабителей в тот день, перебив почти всю банду. Кшиштоф и его оруженосец были тяжело ранены и попали в плен. Самого бандита бросили в темницу в Башне рыцарей в Легнице, а 5 октября (по другим данным, 13 апреля) раубриттера повесили. Князь Фредрик II не ответил на просьбы о помиловании, хотя сам же своим бездействием не раз спасал ему жизнь.

## Память
- В польской культуре имя Чёрного Кшиштофа стало нарицательным для обозначения лжеца и бандита: в польском языке появилась даже поговорка «Врёшь как Чёрный Кшиштоф» (пол. Kłamiesz jak Czarny Krzysztof).
- После смерти Кшиштофа появилась легенда, что он якобы спрятал награбленные им сокровища в родной деревне, что подтверждалось историками XVIII и XIX веков. Награбленное Кшиштоф якобы разделил на три части: одна часть досталась князьям и дворянам, которым он платил за молчание, другая — соратникам, третья бесследно исчезла. Поисками занимались даже немецкие «копатели» перед Второй мировой войной. Археологи обнаружили во время раскопок 2003 года развалины дома Чёрного Кшиштофа, предметы быта, но никакого клада не нашли[5][6].
- Кшиштоф стал героем народных преданий, многие из которых были изменены до неузнаваемости и даже смешаны с другими. Так, по одной из версий, Кшиштоф был негром, которого выкупил из неволи князь Людвик II во время своего паломничества в Иерусалим, а в леса сбежал из-за конфликта со двором. Собранный им отряд занимался грабежом, нападая на купеческие караваны и забирая все товары и золото, но Кшиштоф якобы раздавал всё награбленное нищим, став таким образом «благородным разбойником». Возможно, что эта история была основана на крестьянском восстании против городских властей Легницы в середине XV века; особую популярность эта легенда обрела в годы Тридцатилетней войны[7].